# Grm Novo mesto – center biotehnike in turizma
Grm Novo mesto – center biotehnike in turizma je javni zavod v Novem mestu.
Šola je naslednik Kmetijske šole Grm Novo mesto, ki je bila ustanovljena leta 1886. Leta 2007 je bila Kmetijski šoli Grm priključena tudi Srednja šola za gostinstvo in turizem Novo mesto in tako se je oblikoval Grm Novo mesto - center biotehnike in turizma.
Znotraj centra trenutno delujejo:
- Kmetijska šola Grm in biotehniška gimnazija
- Srednja šola za gostinstvo in turizem
- Višja strokovna šola
- Dijaški in študentski dom
- Medpodjetniški izobraževalni center

## Zgodovina
Leta 1873 je bila na Slapu pri Vipavi ustanovljena prva slovenska kmetijska šola Vinarska in sadjarska šola. (Mariborska kmetijska šola je bila res ustanovljena leta 1872, a je delovala v nemškem jeziku.)
Njen prvi vodja je bil Richard Dolenc, strokovnjak za vinarstvo in sadjarstvo. Šola je bila zaradi bližine enake kmetijske šole v Gorici ter neugodnih prometnih razmer in oddaljenosti od večjih središč leta 1886 po sklepu kranjskega deželnega zbora premeščena na Grad Grm pri Novem mestu. Dolenc je šolo vodil do upokojitve leta 1907.
Zaradi širjenja tovarne IMV je bila šola prisiljena poiskati nove prostore in tudi posestvo. Leta 1983 se je tako šola preselila pod Trško goro.
Leta 2007 je bila Kmetijski šoli priključena Srednja šola za gostinstvo in turizem Novo mesto.